# 圆果裂齿藓
圆果裂齿藓（学名：Schistidium apocarpum）为紫萼藓科裂齿藓属下的一个种。